# فيفيان نيكسون
فيفيان نيكسون (بالإنجليزية: Vivian Nixon)‏ هي راقصة أمريكية، ولدت في 30 مايو 1984 في ميامي في الولايات المتحدة.

## وصلات خارجية
- فيفيان نيكسون على موقع IMDb (الإنجليزية)
- فيفيان نيكسون على موقع قاعدة بيانات برودواي على الإنترنت (الإنجليزية)
- فيفيان نيكسون على موقع قاعدة بيانات الفيلم (الإنجليزية)